# The Fame Game
The Fame Game est une série dramatique  en langue hindi indien de 2022. Créée par  Sri Rao et réalisée par Bejoy Nambiar et Karishma Kohli. La série est sortie sur Netflix le 25 février 2022.

## Synopsis
La série raconte l'histoire d'une actrice de Bollywood, Anamika Anand, qui disparaît soudainement un jour.

## Distribution[1],[2],[3]
- Madhuri Dixit : Anamika Anand/Vijju Joshi, l'épouse de Nikhil, la mère d'Avinash et d'Amara.
- Sanjay Kapoor : Nikhil More, le mari d'Anamika
- Manav Kaul : Manish Khanna, co-star d'Anamika
- Suhasini Mulay : Kalyani Anand, la mère d'Anamika.
- Rajshri Deshpande : Shobha Trivedi, policier enquêtant sur le cas d'Anamika.
- Lakshvir Saran : Avinash (Avi),
- Muskkaan Jaferi : Amara
- Gagan Arora : Madhav, le fan obsédé d'Anamika.
- Danish Sood : Samar,
- Kashyap Shangari : Billy, le maquilleur d'Anamika.
- Shubhangi Latkar : Lata, la gouvernante
- Makarand Deshpande (en) : Harilal, le peintre d'affiches de films.
- Ayesha Kaduskar : Tabitha Khanna, la fille de Manish Khanna et Sneha
- Harpreet Vir Singh : PK Sharma

## Production

### Développement
Annoncé en mai 2020 sous le titre Finding Anamika ,  le spectacle a finalement été renommé The Fame Game
Madhuri Dixit a été choisi pour le rôle principal et a été rejoint par Sanjay Kapoor et Manav Kaul dans le rôle principal. Le casting comprenait également Lakshvir Saran et Muskkaan Jaferi en tant qu'enfants du personnage d'Anamika

## Réception
The Fame Gamea reçu des critiques positives de la part des critiques. India TV a attribué à la série 3,5 étoiles sur cinq et a écrit "Dixit et la distribution d'ensemble offrent un drame familial parfait". Il a en outre ajouté " The Fame Game sur Netflix prend le trope familial dysfonctionnel et l'emballe de suspense et de drame, ce qui en fait une série agréable et digne d'une frénésie." 
 Sukanya Verma de Rediff a donné à la série 3,5 étoiles et a écrit "Ce que The Fame Game met en valeur, c'est la profondeur et les merveilles de Dixit alors qu'elle bascule entre star et humaine, mère et femme."
Koimoi a donné 3 étoiles à la série et a écrit "Dixit devient de manière convaincante un mystère habillé de couches incertaines jouant une extension de son vrai moi." La revue a en outre fait l'éloge du scénario de l'écrivain Sri Rao en le qualifiant de "impeccable, parfait et idéaliste".  
Saibal Chatterjee de NDTV lui a également attribué 3 étoiles et a résumé sa critique de la série comme "L'incandescence de Madhuri Dixit - Plongez droit dedans". Il a salué la performance de Dixit en disant: "Dixit entre dans la peau du protagoniste avec un panache si éblouissant que la ligne séparant le personnage de l'interprète est fréquemment rompue."

## Bande son
La musique et la bande originale de la série est composée par Salim-Sulaiman et ont présenté des paroles écrites par Shraddha Pandit.